# Mbamu
Mbamu (Bamu)  – kongijska wyspa położona na rzece Kongo w jej rozszerzeniu, Pool Malebo. Położona jest na granicy państw, między stolicą Konga Brazzaville a stolicą Demokratycznej Republiki Konga – Kinszasą.
Wyspa liczy około 180 (181) km² powierzchni i 22 km długości. Położona jest na Pool Malebo (dawniej Stanley Pool), jeziorze powstałym z rozszerzenia rzeki Kongo znajdującym się 272 m n.p.m. Dzieli Kongo na dwa żeglowne kanały. Wyspę Mbamu otaczają pomniejsze wysepki podlegające wymywaniu, na południowym kanale znajduje się niewielki archipelag. W odróżnieniu od Mbamu należy do Demokratycznej Republiki Konga. Na północny zachód od Mbamu leży Brazzaville, na południowy zachód – Kinszasa. W okresie kolonialnym wyspa wyznaczała granicę między Kongiem Francuskim, a Kongiem Belgijskim. Według dokumentu podpisanego w 1908 przez rząd obydwu kolonii sama wyspa miała zachować neutralność wieczystą.
Ze zbiornika otaczającego wyspę opisano około 235 gatunków ryb, między innymi błyskotka Myersa (Poropanchax myersi), Fenerbahce formosus i Channallabes apus. Wyspa Mbamu jest miejscem typowym dla rusałkowatego motyla Euphaedra mbamou.
W 2012 budowa kompleksu turystycznego na Mbamu została wskazana jako jeden z projektów dla rozwoju turystyki, a tym samym redukcji ubóstwa, w Kongo. Przekształcenie Mbamu w kompleks turystyczny zakładał już plan na lata z 1982–1986.